# Anton Seliškar
Anton Seliškar, slovenski pesnik, dramatik in skladatelj, * 16. december 1897, Travnik † 28. junij, 1964, Vrhnika.
Osnovno šolo je najprej obiskoval v Loškem potoku, v Postojni naredil tri razrede meščanske šole in nato v Ljubljani dokončal dvorazredno trgovsko šolo. Med prvo svetovno vojno se je boril na fronti, nato je opravljal službo bančnega uradnika v Mariboru in Slovenj Gradcu. Med drugo svetovno vojno je bil 1941 pregnan v Srbijo in štiri leta služboval v Beogradu. Leta 1945 se je vrnil v Ljubljano, opravil šolanje za ekonomskega tehnika in leta 1952 diplomiral na Ekonomski fakulteti v Ljubljani.
Po osvoboditvi je vse do upokojitve deloval na področju lesnega gospodarstva in gozdarstva; ukvarjal se je z organizacijo lesnega zadružništva in delal na inštitutu za gozdarstvo. Objavljal v strokovnih revijah in izdal brošuro Les.
Poleg tega je v samozaložbi izdal dve pesniški zbirki: Oproščenje (Maribor, 1923) in Čudak in sončna ura (Maribor, 1929). V pregnanstvu je v srbščini napisal zbirko Pesme mrtvog partizana in kratek roman Boris Grič. Je avtor več dramskih del (npr. dram Črnovojnik Pankracij, Prelom), šaljivke Visoka čebelarska šola in otroške igre Tinček Potepinček. V Planinskem vestniku je objavljal članke in drobne impresije. Sestavil je več skladb za gosli, zbor in solo. Večina njegovega glasbenega in literarnega dela je ostala v rokopisu.